# Елеуса
Елеу́са (на гръцки: Ελεούσα – милосърдна от на гръцки: έλεος – състрадание, съчувствие), или Умиление е един от основните типове изображения на Богородица в православната иконография.
Божията майка е изобразена с младенеца Христос, седнал в ръцете ѝ и притиснал бузата си към лицето ѝ. На иконите, изобразяващи Богородица Елеуса, между Мария и Христос няма разстояние, тяхната любов е безгранична.
В гръцкото изкуство този иконографски тип се нарича също и Гликофилуса (на гръцки: Γλυκυφιλουσα – сладко любяща).
Най-ранно такова изображение е запазено от 650 г., в една фреска в базиликата „Санта Мария Антиква“ в Рим. През XI-XII век този тип икони получават голямо разпространение във връзка с богословските спорове за Кръстната жертва и някои изменения в православното богослужение.
От тази иконография произлизат допълнително „Елеуса то кико“ (смееща се, или играеща), „Достойно ест“, „Галактотрофуса“ (млекопитателница). Известни икони като „Владимировската“, „Казанската“ „Донската“, „Смоленската“ Богородица, известната чудотворна икона от Бачковския манастир са изпълнени съобразно този тип иконография.
Най-често изображенията на Богородица Елеуса са допоясни, но се срещат и такива в цял ръст – обикновено стенописни.

## Галерия
- Богородица Умиление Староруска, началото на XIII век
- Донската Богородица Елеуса, худ. Теофан Грък, 1392 г.
- Елеуса то Кико, худ. Симон Ушаков, 1668 г.
- Богородица и Младенеца, худ. Карло Кривели, 1470 г.
- Богородица Умиление, ХV век